# Fessia bisotunensis
Fessia bisotunensis är en sparrisväxtart som först beskrevs av Franz Speta, och fick sitt nu gällande namn av Franz Speta. Fessia bisotunensis ingår i släktet Fessia och familjen sparrisväxter. Inga underarter finns listade i Catalogue of Life.